# Fresnelovy rovnice
Fresnelovy rovnice (případně Fresnelovy vzorce) udávají intenzitu odraženého a lomeného světla.
Pokud nedochází k úplnému odrazu, určitá část nepolarizovaného světla se od optického prostředí (vody, skla, atd.) odráží, zatímco zbývající část do prostředí vstupuje a lomí se.
Hodnoty koeficientů odrazu záleží na polarizaci dopadajícího světla. Rozlišujeme polarizaci s a p. Při s polarizaci je vektor elektrické intenzity dopadajícího světla kolmý na rovinu dopadu, v případě p polarizace je naopak součástí této roviny. Rovinou dopadu nazýváme rovinu, která obsahuje všechny tři paprsky (dopadající, lomený a odražený).
Zajímavostí p polarizace je skutečnost, že při určitém úhlu, Brewsterově úhlu, se všechno světlo lomí, intenzita odraženého svazku je v tomto případě nulová.
Nechť jsou indexy lomu prostředí {\displaystyle n_{1},n_{2}} (světlo vstupuje prostředím o indexu {\displaystyle n_{1}}). Dále označme postupně {\displaystyle \theta _{i},\theta _{r},\theta _{t}} úhel dopadu, odrazu a lomu. Platí mezi nimi Snellův zákon {\displaystyle n_{1}\sin(\theta _{i})=n_{2}\sin(\theta _{t})}. Pak pro koeficienty odrazu (reflexe) {\displaystyle R_{s},R_{p}} platí:
{\displaystyle R_{s}=\left[{\frac {n_{1}\cos(\theta _{i})-n_{2}\cos(\theta _{t})}{n_{1}\cos(\theta _{i})+n_{2}\cos(\theta _{t})}}\right]^{2}=\left[{\frac {n_{1}\cos(\theta _{i})-n_{2}{\sqrt {1-\left({\frac {n_{1}}{n_{2}}}\sin \theta _{i}\right)^{2}}}}{n_{1}\cos(\theta _{i})+n_{2}{\sqrt {1-\left({\frac {n_{1}}{n_{2}}}\sin \theta _{i}\right)^{2}}}}}\right]^{2}}
{\displaystyle R_{p}=\left[{\frac {n_{1}\cos(\theta _{t})-n_{2}\cos(\theta _{i})}{n_{1}\cos(\theta _{t})+n_{2}\cos(\theta _{i})}}\right]^{2}=\left[{\frac {n_{1}{\sqrt {1-\left({\frac {n_{1}}{n_{2}}}\sin \theta _{i}\right)^{2}}}-n_{2}\cos(\theta _{i})}{n_{1}{\sqrt {1-\left({\frac {n_{1}}{n_{2}}}\sin \theta _{i}\right)^{2}}}+n_{2}\cos(\theta _{i})}}\right]^{2}}
Koeficienty udávají poměr intenzity odraženého a dopadajícího svazku. Pokud nás naopak zajímá, kolik světla prošlo, tedy koeficient {\displaystyle T} (transmise), pak jej určíme jako {\displaystyle T=1-R} pro každou z polarizací.
Pokud na rozhraní navíc dopadá světlo ideálně nepolarizované, tak celkový reflexní koeficient může být určen jako
{\displaystyle R={\frac {R_{s}+R_{p}}{2}}}
Speciálním případem je pak situace kdy světlo dopadá na rozhraní kolmo, tedy v případech, kdy všechny úhly {\displaystyle \theta _{i},\theta _{r},\theta _{t}} jsou nulové. Fresnelovy rovnice pak nezávisí na polarizaci a nabývají tvaru.
{\displaystyle R_{p}=\left[{\frac {n_{1}-n_{2}}{n_{1}+n_{2}}}\right]^{2}=R_{s}=R}
S využitím předchozího výrazu pro nepolarizované světlo.